# Теизам
Теизам у најширем смислу значи веровање у бар једно божанство.
Теизам представља веровање у Бога, сведржитеља и творца свега, који се не може изједначити са творевином коју је сам створио.
То је заједнички назив за сва веровања која укључују постојање бога или божанстава. Теизам у ужем смислу укључује веровање да су бог или божанства иманентна свету, али истовремено и и изван њега, односно свезнајућа, свеприсутна и свемогућа. 
Теизам се често наводи и као антитеза атеизма или нонтеизма - неверовања у божанства.
Теистичка веровања се најчешће деле по схватању колико има божанства, а затим по томе каква је његова/њихова природа. Подела по броју божанстава се своди на монотеизам - веровање да постоји само један бог или божанство, односно политеизам - веровање да постоји више различитих божанстава.

## Етимологија
Термин теизам потиче од грчког theos или theoi што значи „бог” или „богови”. Теизам је први употребио Ралф Кадворт (1617–1688). Према Кадвортовој дефиницији, „строго и исправно се називају теистима, они који потврђују да је савршено свесно разумно биће, или ум, који сам по себи постоји од вечности, био узрок свих других ствари“.

## Типови теизма

### Монотеизам
Монотеизам (од грчког μόνος) је веровање да постоји само један бог. Неке модерне монотеистичке религије укључују јудаизам, хришћанство, ислам, бахајаксу веру, сикизам, зороастризам, Арја Самај (хиндуизам) и еканкар.

### Политеизам
Политеизам је веровање да постоји више од једног бога. У пракси, политеизам није само веровање да постоји више богова; обично укључује веровање у постојање специфичног пантеона различитих божанстава.
Политеизам је такође подељен према томе како се посматрају поједина божанства:
- Хенотеизам: гледиште/веровање да може постојати више од једног божанства, али само једно од њих се богослужи. Пример је зороастризам.
- Катенотеизам: Тачка/веровање да постоји више од једног божанства, али да се богослужи само једно божанство у једном тренутку или икада, а друго може бити достојно обожавања у неко друго време или на другом месту. Ако се обожавају једно по једно, онда је свако редом врховно.
- Монолатизам: Веровање да може постојати више од једног божанства, али да је само једно достојно богослужења. Већина модерних монотеистичких религија је можда почела као монолатрична, иако је то спорно.

### Пантеизам и панентеизам
- Пантеизам: Веровање да је универзум еквивалентан богу и да не постоји подела између творца и супстанце његовог стварања.[7] Адвајта ведантска школа хиндуистичке филозофије је пример овога; филозофија Баруха Спинозе је историјски такође била блиско идентификована са овом позицијом, иако постоје одређене контроверзе око тога да ли је он у ствари боље описан као панентеиста.
- Панентеизам: Као и пантеизам, веровање да је физички универзум повезан са богом или боговима. Међутим, такође верује да божанско прожима и интерпенетрира сваки део универзума и такође се протеже изван времена и простора. Примери укључују већину облика вишнуизма и филозофије Георга Вилхелма Фридриха Хегела и Алфреда Норта Вајтхеда.

Разлика између ова два веровања може бити двосмислена и бескорисна, или и значајна тачка поделе. Пантеизам се може схватити као врста нетеизма, где физички универзум преузима неке од улога теистичког Бога, а друге улоге Бога се сматрају непотребним.
Пошто оба ова веровања замењују бога за оно што су прихваћене чињенице стварности, недостаје им било каква основа или валидност као аргумент.

### Деизам
- Деизам је веровање да један бог постоји и да је створио свет, али да творац не мења првобитни план за универзум, већ њиме председава у облику Провиђења. Познато је да су неки класични деисти су веровали у божанску интервенцију.[10]

Деизам обично одбацује натприродне догађаје (као што су пророчанства, чуда и божанска откровења) истакнуте у организованој религији. Уместо тога, деизам сматра да религиозна веровања морају бити заснована на људском разуму и посматраним карактеристикама природног света, и да ови извори откривају постојање врховног бића као креатора.
- Пандеизам: Веровање да је Бог претходио универзуму и створио га, али је сада еквивалентан њему.
- Полидеизам: Веровање да постоји више богова, али да не интервенишу у универзуму.

### Аутотеизам
Аутотеизам је гледиште да је божанство, било спољашње или не, инхерентно унутар 'себе' и да особа има способност да постане боголик. Индијске религије попут будизма и џаинизма су аутотеистичке. Ово може бити на несебичан начин, којим се прате импликације изјава које се приписују етичким, филозофским и верским вођама (као што је Махавира).
Аутотеизам се такође може односити на веровање да је неко божанство, у контексту субјективизма. Хиндуси користе израз „ахам Брахмасми” што значи „ја сам Брахман”.
Џозеф Смит, оснивач мормонизма, подучавао је тип аутотеизма који се зове апотеоза, где људи могу да достигну божанство.